# (4311) Zguridi
(4311) Zguridi ist ein Hauptgürtelasteroid, der am 26. September 1978 von Ljudmyla Schurawlowa vom Krim-Observatorium aus entdeckt wurde.
Der Asteroid wurde nach dem sowjetischen Filmproduzenten Aleksandr Mikhajlovich Zguridi (1904–1998) benannt.